# Dario Vitez
Dario Vitez (Zagreb, 17. siječnja 1973.) hrvatski je glazbeni menadžer, stručnjak za odnose s javnošću, producent i dizajner. Najpoznatiji je kao glazbeni menadžer, izvršni producent i voditelj odnosa s javnošću rock skupine Zabranjeno pušenje.

## Životopis
Vitez se rodio i odrastao u Zagrebu. Srednju školu, MIOC, završio je 1991. godine. Također, učio je svirati klarinet u osnovnoj glazbenoj školi. Vitez je 1996. godine postao apsolvent brodogradnje na zagrebačkom Fakultetu strojarstva i brodogradnje, no nikad nije diplomirao. Godine 1996. osnovao je vlastitu agenciju za koncerte i odnose s javnošću, pod nazivom Dik-koncert.

### Zabranjeno pušenje
Od 1997. godine Vitez je izvršni producent, voditelj odnosa s javnošću i turnejski menadžer rock sastava Zabranjeno pušenje, osnovan 1980. godine u Sarajevu.
Kao izvršni producent Vitez je radio na svim izdanjima Zabranjenog pušenja od 1998. godine, kao što su Hapsi sve! (1998.), Agent tajne sile (1999.), Bog vozi Mercedes (2001.), Live in St. Louis (2004.), Hodi da ti čiko nešto da! (2006.), Muzej Revolucije (2009.), Radovi na cesti (2013.), Šok i nevjerica (2018.), Live in Skenderija Sarajevo 2018 (2022.) i Karamba! (2022.). Osim toga je dizajnirao naslovnice albuma na tri albuma: Hapsi sve!, Agent tajne sile i Bog vozi Mercedes.
Godine 1997. Vitez je organizirao dva gostovanja Ramba Amadeusa na promotivnim koncertima Zabranjenog pušenja u Sarajevu vezanih za promociju albuma Fildžan viška (1996.). Bili su to prvi poslijeratni nastupi jednog srpsko-crnogorskog umjetnika na području Federacije BiH.

### Rad s drugim glazbenicima
Vitez je bio organizator koncerata i voditelj odnosa s javnošću za Hrvatsku srpske rock skupine Bajaga i instruktori od 2004. do 2009. godine. Organizirao je 24. studenog 2004. godine koncert u Domu sportova u Zagrebu povodom njihove 20. obljetnice rada. Povodom izlaska njihovog studijskog albuma Šou počinje u ponoć (2005.) organizirao je dva velika koncerta u Hrvatskoj, u areni Gripe u Splitu 29. prosinca 2005. godine i u Domu sportova u Zagrebu 27. travnja 2006. godine. Nakon toga, u 2009. godini održana su dva koncerta povodom 25. obljetnice rada grupe i to u Ciboni u Zagrebu, 20. i 21. studenog.
Vitez je bio menadžer i član tima vezanog uz promociju i predstavljanje bosanskog rock pjevača Elvira Lakovića "Lake", predstavnika Bosne i Hercegovine na Pjesmi Eurovizije 2008. godine. Od 2008. do 2010. godine bio je Lakin ekskluzivni zastupnik za područje bivše države, osim BiH. Također, Vitez je bio ekskluzivni booking agent ljubljanskog noćnog kluba "Cvetličarna" od 2007. do 2009. godine. Na dan 4. lipnja 2009. godine, Vitez je organizirao koncert rock sastava Prljavo kazalište u Ljubljani povodom njegove 30. obljetnice rada.
Od 1996. godine organizirao je ili dogovorio koncerte za mnoge rock, rap i pop umjetnike kao što su: Public Enemy, Darko Rundek, Dino Dvornik, Kemal Monteno, Hladno pivo, Vlatko Stefanovski, Plavi orkestar, Majke, KUD Idijoti, Lačni Franz, Psihomodo pop, Colonia, Mostar Sevdah Reunion, Esma Redžepova, Vatra i mnogi drugi.

## Nagrade
Vitez je 2002. godine postao dobitnik diskografske nagrade Davorin za likovno oblikovanje albuma grupe Zabranjeno pušenje Bog vozi Mercedes sa Srđanom Velimirovićem, kao i nagrade Davorin 2003. godine za najbolju glazbenu internetsku stranicu.

## Vanjske poveznice
- Zabranjeno pušenje